# 森特奥特尔

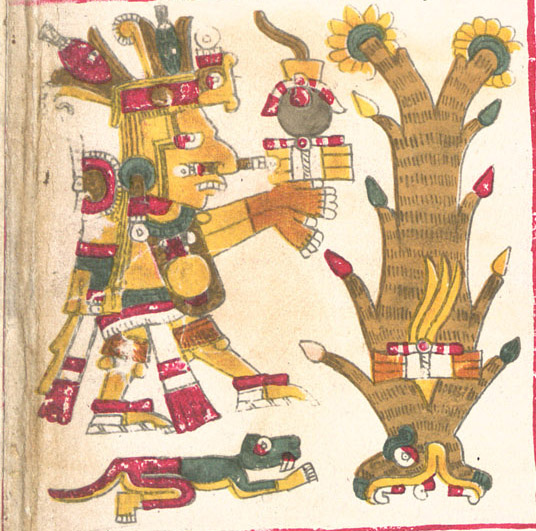
波吉亚手抄本中的森特奥特尔

森特奥特尔（IPA：[senˈteoːt͡ɬ]），亦作“森特奥西瓦特尔”或者“辛特奥特尔”是阿兹特克神话中的“玉米之神”（maize deity）。其中，“辛特利”（ Cintli [ˈsint͡ɬi] ）是指还未剥下的干玉米，而”特奥特尔”（teōtl [ˈteoːt͡ɬ]）则是“神明”的意思。

## 定義

### 顯著特征
根据佛罗伦萨手抄本的记载，森特奥特尔是大地女神特拉索尔特奥特尔和太阳与水星之神皮尔特辛特库特利的儿子，出生于索奇特尔1日（1 Xochitl）。 不过在另一种神话来源中则把他当作是女神索奇克特萨尔的儿子。 大部分收集的资料表明 ，森特奥特尔的外貌通常是一个黄皮肤的年轻人（就“年轻人”这一论点目前仍有争议）。 同时人们将其视为阿兹特克时代最重要的神袛之一。另外，对于森特奥特尔的描述中有很多共同点。例如，在他的头饰中总是会出现玉米，并且伴有一条始于眉毛，经过脸颊，终于下颚的黑线。这些面部标识也常出现于古典晚期的玛雅玉米神之上。

### 身分争议
根据参考来源记载，森特奥特尔是玉米之神与生存之神，因此有人认为他同时也是农业女神奇科梅科瓦特尔（纳瓦特尔语中“七条蛇”的意思）。

## 崇拜
森特奥特尔是阿兹特克神圣历（一部周期为260天，常在古中美洲文化中使用的历法）中第七天（260天分为20个月，每月13天中的第七天）的主宰者，也是第四任夜之主宰者。此外，在阿兹特克神话中认为玉米是由羽蛇神克特萨尔科瓦特尔带到现世中的，并且与昴宿星团有关。
在一年之初（二月左右），阿兹特克人种下玉米苗，人们把这些玉米苗当作是女神的象征，通常指代奇科梅科瓦特尔（未成熟玉米的公主）。 奇科梅科瓦特尔的形象通常是手拿着新鲜玉米，袒胸露乳，优雅而端庄坐着的女神。当种子种下后，阿兹特克人会举行舞蹈仪式来感谢大地母亲，尤其是森特奥特尔。且由于接下来温暖的气候会使玉米长势非常好，所以这些舞蹈仪式也越来越兴盛。由于庆祝内容（舞蹈，宴会等等）很相似，研究者常将这个节日与西方的五朔节相比较。根据其他文明的同类节日来判断，这些节日对于阿兹特克人来说是非常愉悦的。在这个节日中，最主要的墨西哥习俗是阿兹特克女人无论结婚与否都会放下他们的雨披，让头发散落下来。她们会在玉米地中裸胸跳舞，以此来感谢森特奥特尔对玉米的守护。这之后每位女性都会从玉米地中挑拣五颗玉米穗，随着盛大的游行典礼边唱边跳着带回来。在阿兹特克文化中，游行中的女性代表着食物与生活的承诺。当人们试图互相抛洒花粉或者玉米粉时，通常会爆发大规模的斗殴。而另一种祭祀风俗则是朝带回玉米穗的女人扔花瓣。
玉米对于阿兹特克人来说是非常重要的，因此森特奥特尔的重要性不言而喻。根据数不胜数的历史资料记载，阿兹特克人将种植的许多玉米都用作祭祀神明的贡品。通常年老的阿兹特克女性会挑拣至少五个玉米棒，再将其仔细包裹后放于背上，类似于母亲包裹新生的婴儿， 在把玉米棒背到目的地（通常是自家的屋外）之后，她们会将其放置在一个特殊的玉米篮子（代表着玉米神灵休息的居所）里直到第二年。
这五个玉米棒同时也是另一位女神奇科梅科瓦特尔的象征。在阿兹特克文化中，她代表着地球的灵魂，是生育力与生命力的守护神，同时也是森特奥特尔的伴侣。